# Parque Las Riberas
El parque Las Riberas es un parque en Culiacán, Sinaloa, México, ubicado a las orillas de los ríos Tamazula, Humaya y Culiacán dentro de los dos malecones de la ciudad. Es el parque más grande e importante de Culiacán y del estado de Sinaloa, al igual que es parque más grande del Noroeste de México.
El parque se ubica en el moderno distrito de Tres Ríos, a un lado del parque se encuentra el Centro de Culiacán y la Isla Orabá se encuentra al frente.
Cuenta con una longitud de 12 kilómetros en un total de 150 hectáreas.

## Ubicación
Se ubica en las riberas de los ríos Humaya y Tamazula donde se unen para formar el Rio Culiacán

## Objetivo
El objetivo central del Parque las Riberas es convertir el cauce de los ríos Humaya. Tamazula, y Culiacán en un parque urbano que, a través del uso recreativo y de esparcimiento, se convierta en el eje ecológico, recreativo y natural de la ciudad.

### Hasta bandera

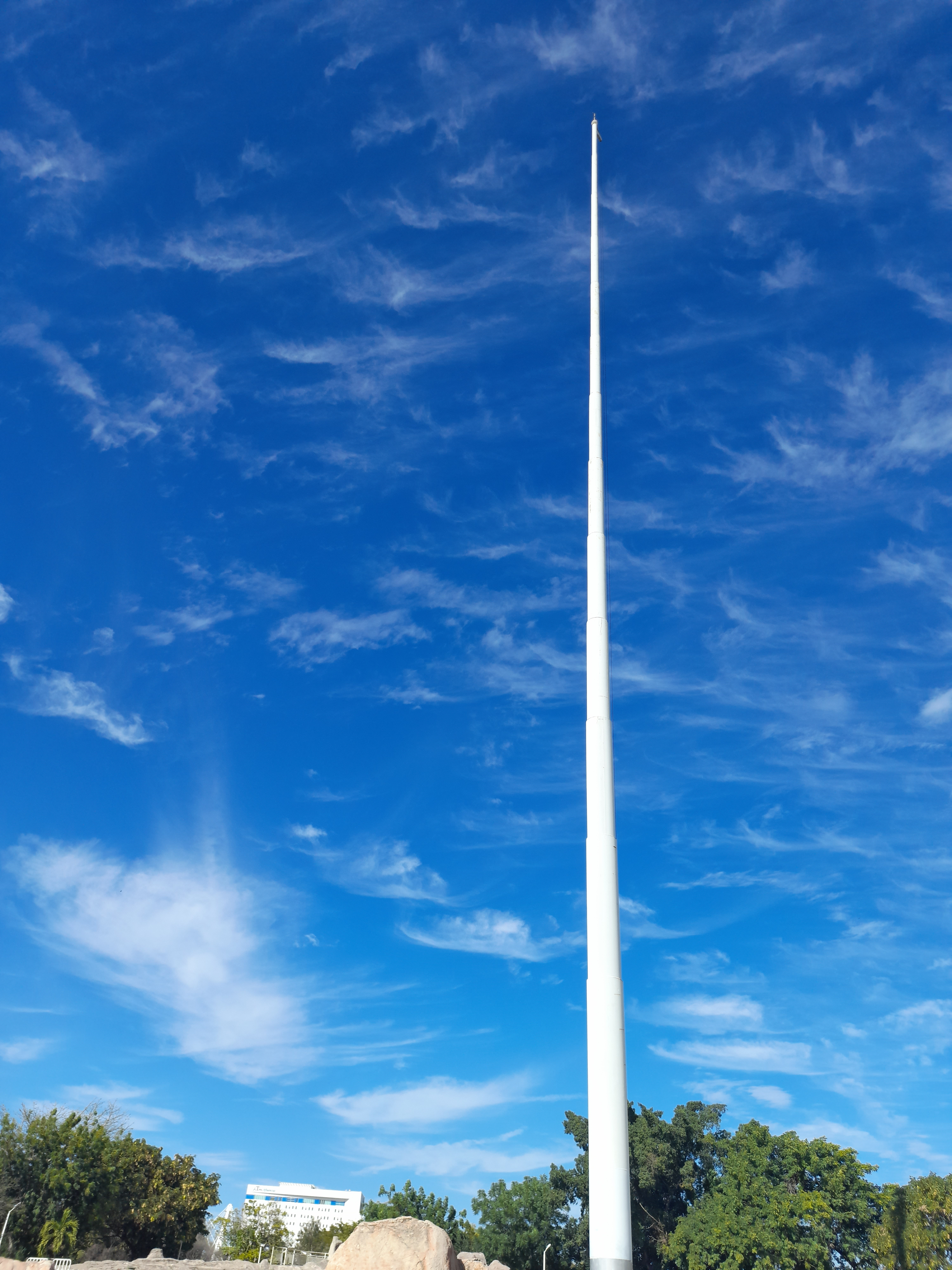
Hasta bandera.

## Atractivos